# Auf das Leben!

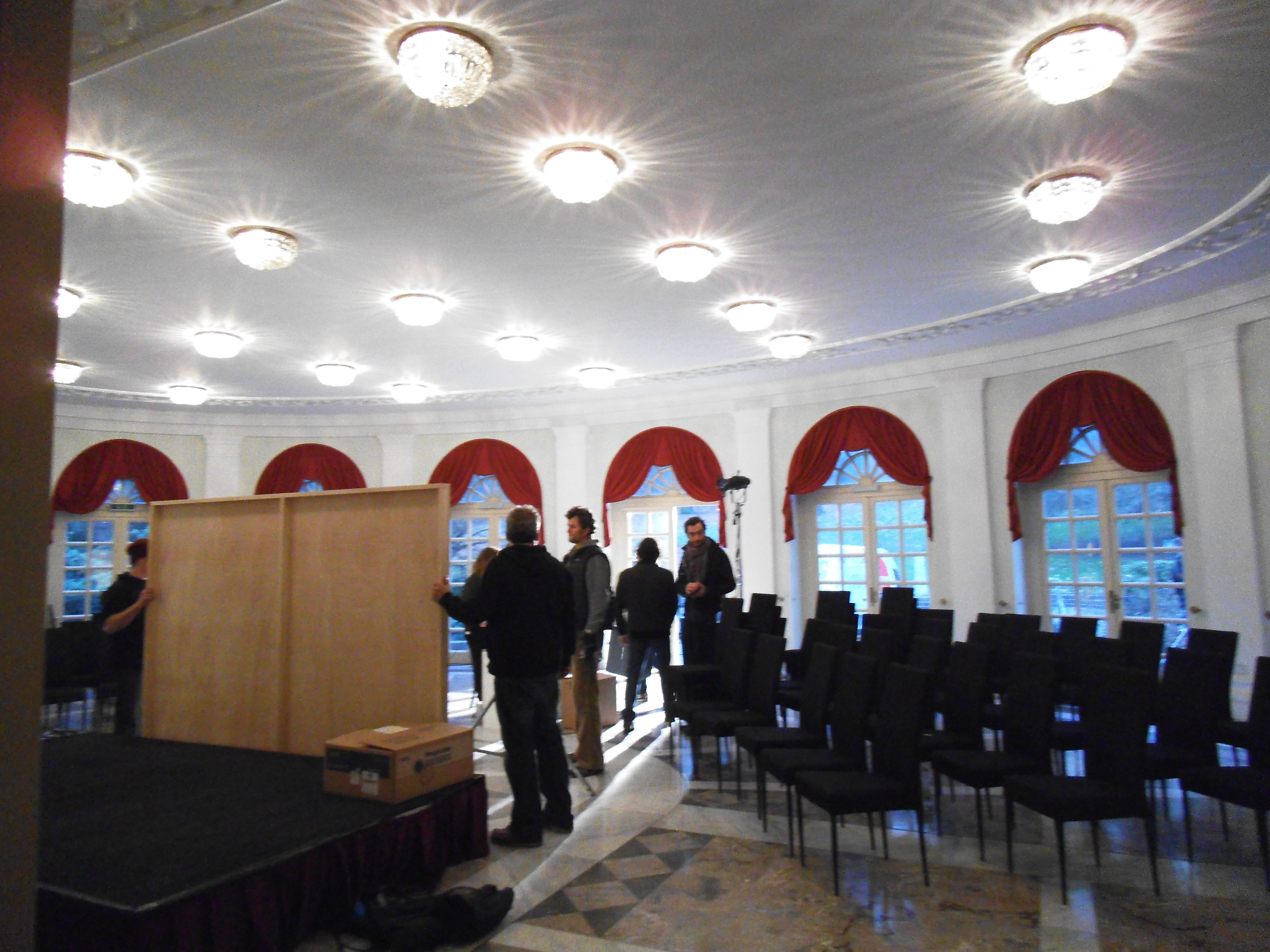
Seteinrichtung in der Redoute in Bad Godesberg

Auf das Leben! ist ein Spielfilm des deutschen Regisseurs Uwe Janson über eine von Krieg und NS-Zeit traumatisierte Jüdin, einen unheilbar kranken jungen Mann und deren gemeinsamen Weg zurück ins Leben. Die Uraufführung hatte er am 17. August 2014 auf dem World Film Festival in Montreal. Er lief am 14. November 2014 in den deutschen Kinos an. Am 24. Juli 2015 ist er in Deutschland auf DVD erschienen.

## Handlung
Die ehemalige Cabaret-Sängerin Ruth Weintraub wird an ihrem Lebensabend per Zwangsräumung aus ihrer Wohnung und ihrer Werkstatt für Saiteninstrumentenbau vertrieben und in eine anonyme Wohnanlage umgesiedelt.
Der junge Möbelpacker Jonas zeigt als Einziger ein wenig Empathie; nachdem die alte Wohnung leer geräumt ist, fährt er die alte Dame in die neue Unterkunft. Sie bittet ihn, ein repariertes Instrument an eine Kundin zu liefern. Als er später zurückkehrt, um ihr das Geld der Kundin zu überbringen, findet er sie bewusstlos und mit aufgeschnittenen Pulsadern im Bad.
Er fährt sie ins Krankenhaus und bringt ihr am nächsten Tag ein paar persönliche Sachen vorbei. Er hat in Berlin keine Wohnung und übernachtet normalerweise in seinem Bus. Weil der aber geklaut wurde und Ruth mittlerweile in der Psychiatrie festsitzt, schlägt er sein Lager in ihrer neuen Wohnung auf.
Zwischen den beiden vordergründig sehr unterschiedlichen Charakteren entwickelt sich eine Verbundenheit, die aus den nach und nach klar werdenden Lebensläufen der beiden herrührt: Ruth entkam als Kind, anders als ihre jüdische Familie, nur knapp der Ermordung im KZ. Ihre Karriere als Sängerin endete in den 1970ern abrupt, nachdem sie bei einer Vernissage unversehens auf ihren Peiniger Knoch aus der NS-Zeit traf, mit einem Messer auf ihn einstach und ins Gefängnis musste. Nach der Haft sang sie nicht mehr und repariert seither in ihrer kleinen Werkstatt Saiteninstrumente. Jonas ist auf der Flucht vor allen Menschen, die er liebt, weil er an Multipler Sklerose erkrankt ist und ihnen sein Leid ersparen will.

## Hintergrund
Der Film wurde von CCC-Film produziert und ist Maria Brauner gewidmet, der Mutter der Produzentin und Tante der Schauspielerin und Sängerin Sharon Brauner, die im Film die junge Ruth spielt. Teile der Geschichte basieren auf Kindheitserinnerungen von Artur Brauner, die in dem Film Blutiger Schnee aus dem Jahre 1984 erzählt werden. Die Beziehung zwischen Ruth und Jonas ist frei erfunden.
Titel
„Auf das Leben!“ ist die deutsche Form des hebräischen Trink- und Segensspruchs L’Chaim!.

## Rezeption

Die Jury der Deutschen Film- und Medienbewertung (FBW) verlieh das Prädikat „wertvoll“ und lobte sowohl Kamera, Licht und Ausstattung, als auch die Entwicklung der Hauptfiguren. Sie bemängelte unter anderem „das zu glatte Aufbereiten“ der Geschichte und fehlenden Mut, „stilistisch neue Wege zu gehen“.
Kritik
Ulrich Sonnenschein von epd Film beeindruckt weniger die „Harold und Maude-Thematik“ als vielmehr die „scharfe Kritik an der Ignoranz der Mitmenschen und die Möglichkeit der Rettung“. Das jüdische L’Chaim! sei hier kein banaler Trinkspruch, sondern werde „mit Inhalt gefüllt“; die „Traumata des Faschismus“ seien „keine Relikte einer längst vergangenen Zeit“, sondern durch die Verschränkung der beiden Schicksale bleibe der Film „radikal gegenwärtig“.
Die Geschichte verliere jedoch etwas an Balance, da Jonas’ verlorene Liebe und seine Krankheit nicht ausreichten, Ruths Traumata auszugleichen. Es sei „dem Ensemble zu verdanken, dass [der Film] am Schluss doch noch Bestand“ habe.
Tilmann P. Gangloff lobte bei der Frankfurter Rundschau die „geschickte Verknüpfung von Gegenwart und Vergangenheit“ in Thorsten Wettckes Drehbuch und die „herausragende Kameraarbeit“ von Peter Joachim Krause. Ihm seien „Bilder von betörender Schönheit gelungen“.
Festivals
Auf das Leben! wurde unter anderem auf folgenden Festivals gezeigt:
- August 2014: World Film Festival
- Oktober 2014: 48. Internationale Hofer Filmtage
- Oktober 2014: São Paulo International Film Festival (unter dem internationalen Titel To Life!)
- Oktober 2014: 30. Haifa International Film Festival (unter dem internationalen Titel To Life!) 95 Minuten

## Musik
Im Film werden, unter anderem bei den Auftritten der jungen Ruth, jiddische Lieder gespielt und gesungen. Die Produzentin wollte dieser Musik mit diesem Film „ein Denkmal setzen“, da sie „Lebensfreude und Lebensleid eines ganzen Volkes“ widerspiegele und „ein ganz wichtiger Teil“ ihrer jüdischen Kultur sei. Es ist eine sehr persönliche Auswahl von Liedern, die ihr ihre Eltern als Kind vorgesungen hatten.
Der Soundtrack zum Film ist am 22. August 2014 unter dem Titel „To Life! Auf das Leben!“ bei Colosseum Music erschienen.

### Titelliste
| Nr. | Titel                                   | Musik / Text                      | Interpretin                                   | Länge |
| --- | --------------------------------------- | --------------------------------- | --------------------------------------------- | ----- |
| 1   | Bei mir bistu schejn (Schnelle Version) | Sholom Secunda / Jacob Jacobs     | Sharon Brauner & Band                         | 2:09  |
| 2   | Ich hob dich tsufil lib                 | A. Olschanetzky / Chaim Tauber    | Hannelore Elsner                              | 2:46  |
| 3   | Rumenye, Rumenye                        | Aaron Lebedeff                    | Sharon Brauner, Hannelore Elsner & Psychoband | 2:16  |
| 4   | Tumbalalaika                            | russ. trad. / traditional         | instrumental                                  | 3:19  |
| 5   | Bei mir bistu schejn                    | Secunda / Jacobs                  | instrumental                                  | 1:13  |
| 6   | The Noyz                                | Eniac Remix                       | Tomcraft & Eniac                              | 5:31  |
| 7   | Wu is dos Gesele                        | Sholom Secunda / Israel Rosenberg | Sharon Brauner & Band                         | 3:16  |
| 8   | Bublitschki bagelach                    | n.n. / Jakow Jadow                | Sharon Brauner & Band                         | 2:54  |
| 9   | Ich hob dich tsufil lib                 | Olschanetzky / Tauber             | instrumental                                  | 2:11  |
| 10  | Bei mir bistu schejn                    | House Mix                         | Eniac feat. Sharon Brauner                    | 2:35  |
| 11  | Interview 1                             | Martin Stock                      |                                               | 2:16  |
| 12  | Tumbalalaika                            | traditional                       | Sharon Brauner & Band                         | 3:11  |
| 13  | Rumenye, Rumenye                        | Aaron Lebedeff                    | Sharon Brauner & Band                         | 3:42  |
| 14  | Ich hob dich tsufil lib                 | Olschanetzky / Tauber             | Max Riemelt                                   | 0:51  |
| 15  | Interview 2                             | Martin Stock                      |                                               | 2:50  |
| 16  | Jonas rennt                             | Martin Stock                      | instrumental                                  | 1:33  |
| 17  | Aufräumen                               | Martin Stock                      | instrumental                                  | 1:51  |
| 18  | Ich hob dich tsufil lib                 | Olschanetzky / Tauber             | Hannelore Elsner & Psychoband                 | 2:46  |
| 19  | Bei mir bistu schejn (Langsame Version) | Secunda / Jacobs                  | Sharon Brauner & Band                         | 1:56  |
|     |                                         |                                   | Gesamtlänge Album:                            | 46:06 |

## Verweise
- Offizielle Webpräsenz zum Film
- Auf das Leben! bei IMDb
- Auf das Leben! bei filmportal.de (mit Fotogalerie und Trailer)
- Liedtexte des Soundtracks auf LyricWikia